# Miss Universe Mexico 2024
La 1.ª edición del certamen Miss Universe Mexico se realizó en el Centro de Convenciones de la ciudad de Cancún, Quintana Roo el sábado 7 de septiembre de 2024. Treinta y dos candidatas de toda la República Mexicana y una de la Comunidad mexicana en Italia compitieron por el título nacional, el cual fue ganado por María Fernanda Beltrán de Sinaloa quien compitió en Miss Universo 2024 en la Ciudad de México logrando colocarse como 2.ª Finalista. Beltrán fue coronada por la Miss Universo reinante Sheynnis Palacios, convirtiéndose en la décima sinaloense en ir a Miss Universo.

## Resultados
| Posición                  | Candidata |

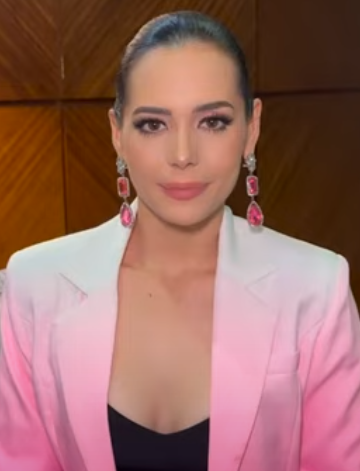
María Fernanda Beltrán
Miss Universe Sinaloa 2024 y Miss Universe México 2024.

María Malo
Miss Universe Ciudad de México 2024 y Top 10 nacional.

| Miss Universe Mexico 2024 | - Sinaloa - María Fernanda Beltrán § |
| 1.ª Finalista             | - Tabasco - Aranza Molina |
| 2.ª Finalista             | - San Luis Potosí - Karen Bustos |
| 3.ª Finalista             | - Colima - Lorena Sevilla |
| 4.ª Finalista             | - Michoacán - Mariana Macías |
| Top 10                    | - Ciudad de México - María Malo - Com. Internacional - Ariadna Muro - Guerrero - Priscila Valverde - Jalisco - Cristina Villegas - Nuevo León - Alejandra Tijerina                 |
| Top 16                    | - Estado de México - Jessica Farjat - Guanajuato - Zaida Ramírez - Hidalgo - Zyanya Barceló - Querétaro - Esmeralda Meza - Tlaxcala - Paula Gorozpe - Yucatán - Ana Paulina Rivero |

- § Votada por el público vía internet para completar el cuadro de 16 semifinalistas.

## Áreas de competencia

### Competencia preliminar
El 5 de septiembre de 2024 desde el Centro de Convenciones de la Cancún, Quintana Roo todas las candidatas desfilaron en etapas de traje de baño y fashion show. Durante el número de apertura las candidatas desfilaron en vestidos de cocktail. Los jueces preliminares tomaron en cuenta su impresión de las candidatas durante este espectáculo para seleccionar a las 15 de las 16 semifinalistas de la noche final, ya que una sería electa mediante voto popular.
La conducción del evento estuvo a cargo de Geraldine Bazan y Lambda García.

#### Premios especiales
| Premio                     | Candidata                          |
| Mejor Pasarela             | - Tlaxcala - Paula Gorozpe         |
| Mejor Piel                 | - Hidalgo - Zyanya Barceló         |
| Miss Simpatía              | - Yucatán - Ana Paulina Rivero     |
| Miss Fotogenia             | - Sonora - Kathia Maldonado        |
| Miss Casa Trujillo         | - Querétaro - Esmeralda Meza       |
| Miss Fajas Forma Tu Cuerpo | - Sinaloa - María Fernanda Beltrán |
| Mejor Traje Típico         | - Colima - "Izaxóchilt Tonatiuh"   |

#### Jurado preliminar
- Andrea Meza - Miss Universo 2020 y presentadora de Telemundo
- Dr. Phi Nguyen - Cirujano plástico
- Dr. Ariel Díaz - Cirujano plástico
- Madison Anderson - Miss Universe Puerto Rico 2019
- Daniela Cordero - Primera Dama de la Ciudad de México
- Dr. Ary Papadopulos - Cirujano plástico
- Pepe Medel - Historiador de concursos de Belleza en México
- Kristal Silva - Miss Universe México 2016 y presentadora de TV Azteca

### Competencia final
La gala final fue transmitida a través del canal oficial de Youtube de Miss Universo para todo el mundo, desde el Centro de Convenciones de Cancún, Quintana Roo el 7 de septiembre de 2024. Fue conducida por Jacqueline Bracamontes y Carlos Adyan.
El grupo de 16 semifinalistas se dio a conocer durante la competencia final, seleccionadas 15 por un jurado preliminar, quienes eligieron a las concursantes que más destacaron en las tres áreas de competencia durante la etapa preliminar y 1 mediante voto popular.
- Las 16 semifinalistas desfilaron en una nueva ronda en traje de baño, donde salieron de la competencia 6 de ellas.
- Las 10 semifinalistas desfilaron en una nueva ronda en vestido de noche, donde salieron de la competencia 5 de ellas.
- Las 5 finalistas se sometieron a una pregunta eliminatoria y posteriormente dieron una última pasarela, donde el panel de jueces consideró la impresión general que dejó cada una de las finalistas para votar y definir posiciones finales.

#### Jurado final
- Andrea Meza - Miss Universo 2020 y presentadora de Telemundo
- Dr. Phi Nguyen - Cirujano plástico
- Dr. Ariel Díaz - Cirujano plástico
- Madison Anderson - Miss Universe Puerto Rico 2019
- Daniela Cordero - Primera Dama de la Ciudad de México
- Dr. Ary Papadopulos - Cirujano plástico
- Pepe Medel - Historiador de concursos de Belleza en México
- Kristal Silva - Miss Universe México 2016 y presentadora de TV Azteca
- Geraldine Bazán - Actriz

## Candidatas
| Estado              | Candidata                           | Edad | Estatura | Residencia          |
| Aguascalientes      | Martha Daniela Landín Camarillo     | 28   | 1.80     | Aguascalientes      |
| Baja California     | Chelsea Valenzuela Acosta           | 21   | 1.75     | Tijuana             |
| Baja California Sur | Fernanda Abaroa Mojica              | 23   | 1.78     | San José del Cabo   |
| Campeche            | Vania Margarita Fuentes Pérez       | 21   | 1.74     | Campeche            |
| Chiapas             | Constanza Morris Ibarra             | 24   | 1.75     | Ciudad de México    |
| Chihuahua           | Valeria Frías Valverde              | 22   | 1.78     | Chihuahua           |
| Ciudad de México    | María Malo Juvera Raimond Kedilhac  | 27   | 1.82     | Ciudad de México    |
| Coahuila            | Nadia Rivas Sánchez                 | 19   | 1.76     | Chihuahua           |
| Colima              | Lorena Marlene Sevilla Mesina       | 33   | 1.75     | Colima              |
| Com. Internacional  | Ariadna Itzel Muro Esquivel         | 40   | 1.77     | Padua               |
| Durango             | Valery Llisel Mora Franco           | 20   | 1.65     | Encarnación de Díaz |
| Estado de México    | Jessica Lizet Rodríguez Farjat      | 29   | 1.76     | Ciudad de México    |
| Guanajuato          | Zaida Mayté Hernández Ramírez       | 25   | 1.72     | Monterrey           |
| Guerrero            | Priscila Natalie Moreno Valverde    | 24   | 1.85     | Acapulco            |
| Hidalgo             | Zyanya Nice-Ha Barceló González     | 40   | 1.75     | Ciudad de México    |
| Jalisco             | Cristina Villegas Murillo           | 28   | 1.74     | Guadalajara         |
| Michoacán           | Mariana Macías Ornelas              | 28   | 1.78     | Chapala             |
| Morelos             | Pamela Coss Ulacia                  | 26   | 1.70     | Ciudad de México    |
| Nayarit             | Maribel Orozco Vázquez              | 21   | 1.78     | Tuxpan              |
| Nuevo León          | Alejandra Zuleth Leyva Tijerina     | 29   | 1.73     | Ciudad Obregón      |
| Oaxaca              | Gretta Belmonte Olivera             | 26   | 1.63     | Morelia             |
| Puebla              | Ericka Natalia Eyssautier Sánchez   | 23   | 1.72     | Cholula             |
| Querétaro           | Esmeralda Guadalupe Meza Justiniano | 27   | 1.74     | Querétaro           |
| Quintana Roo        | Karla Paola Muñoz García            | 26   | 1.65     | Lagos de Moreno     |
| San Luis Potosí     | Ana Karen Bustos González           | 26   | 1.83     | San Luis Potosí     |
| Sinaloa             | María Fernanda Beltrán Figueroa     | 24   | 1.78     | Culiacán            |
| Sonora              | Kathia Sarahí Maldonado Higuera     | 23   | 1.68     | Hermosillo          |
| Tabasco             | Aranza Anaid Molina Rueda           | 27   | 1.77     | Macuspana           |
| Tamaulipas          | Marcela Delgado Sánchez             | 23   | 1.80     | Nuevo Laredo        |
| Tlaxcala            | Paula Gorozpe Herrera               | 22   | 1.77     | Ciudad de México    |
| Veracruz            | Leilani Vanessa Montiel Bravo       | 19   | 1.78     | Tihuatlán           |
| Yucatán             | Ana Paulina Rivero Hernández        | 26   | 1.75     | Mérida              |
| Zacatecas           | Karla Gabriela Chaparro Caballero   | 26   | 1.68     | Jiménez             |

## Relevancia histórica

### Resultados
- Esta fue la primera edición del certamen naciente Miss Universe Mexico.
- Sinaloa ganó el título de Miss Universe Mexico por primera vez en la historia de este nuevo certamen.
- Tabasco obtiene el puesto de 1.ª Finalista por primera vez en la historia del certamen.
- San Luis Potosí obtiene el puesto de 2.ª Finalista por primera vez en la historia del certamen.
- Colima obtiene el puesto de 3.ª Finalista por primera vez en la historia del certamen.
- Michoacán obtiene el puesto de 4.ª Finalista por primera vez en la historia del certamen.
- Ciudad de México, Colima, Comunidad Internacional, Guerrero, Jalisco, Michoacán, Nuevo León, San Luis Potosí, Sinaloa y Tabasco entraron al Top 10 por primera vez en la historia del certamen.
- Ciudad de México, Colima, Comunidad Internacional, Estado de México, Guanajuato, Guerrero, Hidalgo, Jalisco, Michoacán, Nuevo León, Querétaro, San Luis Potosí, Sinaloa, Tabasco, Tlaxcala y Yucatán entraron al Top 16 por primera vez en la historia del certamen.
- Colima ganó el premio Mejor Traje Típico por primera vez en la historia del certamen.
- Hidalgo ganó el premio Mejor Piel por primera vez en la historia del certamen.
- Querétaro ganó el premio Miss Casa Trujillo por primera vez en la historia del certamen.
- Sinaloa ganó el premio Fajas Forma tu Cuerpo por primera vez en la historia del certamen.
- Sonora ganó el premio Miss Fotogénica por primera vez en la historia del certamen.
- Tlaxcala ganó el premio Mejor Pasarela por primera vez en la historia del certamen.
- Yucatán ganó el premio Miss Simpatía por primera vez en la historia del certamen.
- La candidata de Quintana Roo anfitriona de esta edición no logra clasificar al Top 16
- Oaxaca es la candidata más baja de esta edición, con 1.63 m de estatura.
- Guerrero es la candidata más alta de esta edición, con 1.85 m de estatura.
- Comunidad Internacional e Hidalgo son las candidatas de mayor edad en esta edición, con 40 años.
- Coahuila y Veracruz son las candidatas con menor edad en esta edición, con 19 años.

## Crossovers
| Miss Universo - 2024: Sinaloa - María Fernanda Beltrán (2.ª Finalista) Miss Internacional - 2015: Colima - Lorena Sevilla (Top 10) Miss Grand Internacional - 2023: Sinaloa - María Fernanda Beltrán - 2022: Estado de México - Jessica Farjat (No Compitió) - 2021: Michoacán - Mariana Macías - 2019: Ciudad de México - María Malo (1.ª Finalista) Miss Tierra - 2023: Aguascalientes - Daniela Landín - 2017: San Luis Potosí - Karen Bustos Miss Intercontinental - 2023: Jalisco - Cristina Villegas (1.ª Finalista) Miss Charm - 2023: San Luis Potosí - Karen Bustos (Top 20) Top Model of the World - 2023: Michoacán - Mariana Macías (Ganadora) - 2020: Guerrero - Priscila Valverde (1.ª Finalista) Reina Hispanoamericana - 2018: Tabasco - Aranza Molina (1.ª Finalista) Reinado Internacional del Café - 2023: Yucatán - Ana Paulina Rivero Miss Mesoamérica Internacional - 2023: Sinaloa - María Fernanda Beltrán (Top 6) - Representando a Riviera Maya Miss Woman Beauty Contest - 2023: Com. Internacional - Ariadna Muro (Ganadora) - Representando a México Reina Internacional del Pacífico - 2023: Sinaloa - María Fernanda Beltrán (1.ª Princesa) Miss Universe Latina - 2025: Tamaulipas - Marcela Delgado (Top 15) Mexicana Universal - 2023: Jalisco - Cristina Villegas - 2023: Querétaro - Esmeralda Meza (Top 16) - 2020: San Luis Potosí - Karen Bustos (Miss Charm México) - 2019: Aguascalientes - Daniela Landín - 2018: Tabasco - Aranza Molina (1.ª Finalista) Nuestra Belleza México - 2014: Colima - Lorena Sevilla (3.ª Finalista) - 2003: Com. Internacional - Ariadna Muro (Top 20) - Representando a Jalisco Miss México - 2025: Chiapas - Constanza Morris (Por Competir) - 2025: Querétaro - Esmeralda Meza (Por Competir) - Representando a Tabasco - 2021: Estado de México - Jessica Farjat (Top 16) - Representando a Ciudad de México - 2021: Michoacán - Mariana Macías (Miss Grand México) - Representando a Jalisco - 2021: Yucatán - Ana Paulina Rivero (Top 10) - 2019: Ciudad de México - María Malo (Miss Grand México) - Representando a Estado de México - 2018: Ciudad de México - María Malo (Top 5) - Representando a Estado de México - 2018: Guerrero - Priscila Valverde - Representando a Morelos Miss Earth México - 2023: Aguascalientes - Daniela Landín (Ganadora) - 2017: San Luis Potosí - Karen Bustos (Ganadora) Miss Intercontinental México - 2023: Jalisco - Cristina Villegas (Designada) Miss Grand México - 2023: Sinaloa - María Fernanda Beltrán (Ganadora) Embajadora México - 2023: Sinaloa - María Fernanda Beltrán (Miss Mesoamérica Riviera Maya) CNB México - 2022: Estado de México - Jessica Farjat (Miss Grand México) Tee Universe México - 2023: Durango - Vania Fuentes (Virreina/Petite) - Representando a Guerrero - 2023: Tamaulipas - Marcela Delgado (2.ª Finalista/Teen) - 2023: Veracruz - Leilani Bravo - 2021: Campeche - Vania Fuentes (2.ª Finalista/Teen) | Mexicana Universal Aguascalientes - 2018: Aguascalientes - Daniela Landín (Ganadora) Mexicana Universal Chihuahua - 2023: Coahuila - Nadia Rivas Mexicana Universal Ciudad de México - 2023: Morelos - Pamela Ulacia (1.ª Finalista) Mexicana Universal Jalisco - 2022: Jalisco - Cristina Villegas (Ganadora) - 2021: Quintana Roo - Paola Muñoz Mexicana Universal Querétaro - 2022: Querétaro - Esmeralda Meza (Ganadora) Mexicana Universal San Luis Potosí - 2019: San Luis Potosí - Karen Bustos (Designada) Mexicana Universal Tabasco - 2017: Tabasco - Aranza Molina (Ganadora) Nuestra Belleza Colima - 2014: Colima - Lorena Sevilla (Ganadora) Nuestra Belleza Jalisco - 2003: Com. Internacional - Ariadna Muro (Ganadora) Nuestra Belleza Sonora - 2014: Nuevo León - Alejandra Tijerina Miss Chiapas - 2025: Chiapas - Constanza Morris (Designada) Miss Chihuahua - 2021: Zacatecas - Karla Caballero Miss Ciudad de México - 2019: Estado de México - Jessica Farjat (Designada) Miss Estado de México - 2018: Ciudad de México - María Malo (Designada) - 2017: Ciudad de México - María Malo (Ganadora) Miss Jalisco - 2019: Michoacán - Mariana Macías (Ganadora) Miss Morelos - 2017: Guerrero - Priscila Valverde (Designada) Miss Puebla - 2022: Puebla - Natalia Eyssautier Miss Tabasco - 2025: Querétaro - Esmeralda Meza (Designada) Miss Yucatán - 2019: Yucatán - Ana Paulina Rivero (Ganadora) Miss Earth Aguascalientes - 2023: Aguascalientes - Daniela Landín (Designada) Miss Earth San Luis Potosí - 2017: San Luis Potosí - Karen Bustos (Ganadora) Miss Grand Sinaloa - 2023: Sinaloa - María Fernanda Beltrán (Designada) Embajadora Sinaloa - 2022: Sinaloa - María Fernanda Beltrán (Designada) Teen Universe Campeche - 2021: Campeche - Vania Fuentes (Designada) Teen Universe Chihuahua - 2020: Coahuila - Nadia Rivas Teen Universe Guerrero - 2023: Durango - Vania Fuentes (Designada) Teen Universe Tamaulipas - 2023: Tamaulipas - Marcela Delgado (Ganadora) Teen Universe Veracruz - 2023: Veracruz - Leilani Bravo (Ganadora) Teen Americas Chihuahua - 2023: Coahuila - Nadia Rivas Miss Universe Italy - Veneto - 2024: Com. Internacional - Ariadna Muro (Finalista) Embajadora del Maricahi y la Charrería - 2015: Michoacán - Mariana Macías (2.ª Princesa) Reina de la Feria de San Marcos - 2018: Aguascalientes - Daniela Landín (1.ª Princesa) Reina Elite Universitaria - 2023: Coahuila - Nadia Rivas Reina Tuxpan - 2022: Nayarit - Maribel Orozco (Ganadora) Señorita Independencia Tihuatlán - 2022: Veracruz - Leilani Bravo (Ganadora) |